# Interlangue (traduction automatique)
 (janvier 2025).
Si vous disposez d'ouvrages ou d'articles de référence ou si vous connaissez des sites web de qualité traitant du thème abordé ici, merci de compléter l'article en donnant les références utiles à sa vérifiabilité et en les liant à la section « Notes et références ».
Pour la notion de linguistique, voir Interlangue.
Dans le domaine de la traduction automatique, une interlangue, ou langue intermédiaire, est une langue artificielle qui sert d'intermédiaire entre la langue source et la langue cible.

## Fonctionnement
Le document source doit souvent être adapté pour être facilement converti dans l'interlangue. Une fois le document traduit dans l'interlangue, la traduction se fait automatiquement vers la langue cible.
Exemple : Universal Networking Language

## Interlinguistique
Dans le domaine de l'interlinguistique, le terme interlangue désigne une langue construite à vocation mondiale comme l'espéranto, l'interlingua, l'occidental, etc. 